# フランシス・トレシャム (火薬陰謀事件)
フランシス・トレシャム（Francis Tresham、1567年ごろ - 1605年12月23日）は、イングランド史において、プロテスタントのイングランド国王ジェームズ1世を暗殺し、カトリックの君主に挿げ替えようとした1605年の過激派カトリック教徒らによる火薬陰謀事件のメンバーの一人。
ノーサンプトンシャーのラシュトン・ホールにて、裕福なカトリックの貴族トマス・トレシャムの長男として生まれる。従兄弟で幼馴染に火薬陰謀事件の首謀者となるロバート・ケイツビーがいた。前半生は不明な部分が多く、歴史の表舞台に登場するのは1601年のエセックス伯の反乱である。トレシャムはケイツビーと共に参加するが、反乱は鎮圧され投獄される。相続した父親の財産を使い助命され、出獄後は、イングランド内でカトリックの反乱を起こすための助力をスペインに求める使節団（スペイン反逆事件）に参加したという。
1603年にイングランド王としてジェームズ1世が即位すると、多くのカトリック教徒たちはカトリックへの寛容政策を期待していたが、次第に失望に変わった。その一人である過激派のケイツビーは貴族院（ウェストミンスター宮殿）で行われる議会開会式にて、議場を大量の火薬をもって爆破し、ジェームズおよび政府要人らをまとめて暗殺した上で、同時にミッドランズ地方で民衆叛乱を起こし、カトリックの傀儡君主を立てることを計画した。計画は水面下で着実に進んだが、計画決行日の前日である1605年11月4日に陰謀を密告する匿名の手紙によってウェストミンスター宮殿の捜索がなされ、貴族院の地下室にて、大量の火薬およびそれを管理していたガイ・フォークスが発見されてしまった。その後、ケイツビー以下、計画のメンバーたちは全員が捕縛もしくは戦闘で死亡した。
11月12日にトレシャムも犯人らの仲間として逮捕され、ロンドン塔に投獄された。トレシャムは1605年10月にケイツビーに計画を打ち明けられ、資金提供や地所の使用権などを求められたことを明かした上で、これら要求を断ったとし、計画には賛同していなかったと容疑を否認した。さらに陰謀発覚のきっかけとなった匿名の手紙を受け取ったモンティーグル男爵は、トレシャムの義兄であり、彼が密告者だったのではないかとも推測された。これは手紙の存在が一味にも発覚した当時、仲間内でもトレシャムが疑われたという。ただし、トレシャムが手紙について告白することはなかった。12月に入って体調を崩すと、同月23日にロンドン塔内で自然死した。容疑を否認し、裁判を経ずに死亡したにもかかわらず、その遺体は掘り起こされて斬首のち晒し首にされ、財産も没収された。

## 前半生とトレシャム家

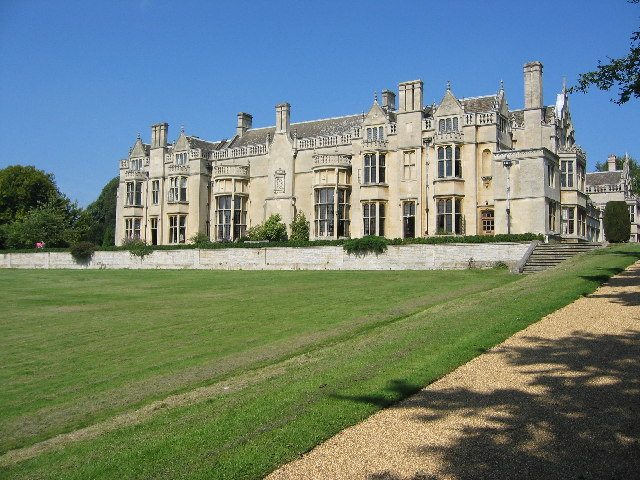
トレシャムが生まれたという現在のラシュトン・ホールの写真。

フランシス・トレシャムは1567年ごろに、ノーサンプトンシャーのラシュトン・ホールに住むサー・トマス・トレシャムの長男として生まれた。母はウォリックシャーのコートンに住むサー・ロバート・スロックモートンの娘メリエル・スロックモートン  。
後の火薬陰謀事件の首謀者ロバート・ケイツビーは、メリエルの姉妹アンの息子であり、よってフランシスとは従兄弟関係にあたり、ホワイト・ウェッブスで一緒に過ごすなど幼少期から面識があった。
トレシャムの父トマスは、ヘンリー8世時代の末期生まれで、カトリック社会では指導者の一人として見なされていた。
1580年にカトリック教会と協力関係を持ち、同じ年にはイエズス会のエドマンド・キャンピオンをホクストンの自宅に匿った。しかし、このことは1581年にキャンピオンが逮捕されたことで星室庁での裁判を受けることに繋がった。この時、トマスは尋問に対して黙秘を貫いたために、以降、何年にもわたって罰金を科せられ、投獄されることになった。
トマスは1603年のジェームズ1世即位にあたって国王への忠誠を宣誓したが、国王が約束した林業の委託や国教忌避者の罰金免除は履行されなかった。結局7,720ポンドの罰金に加えて、6人の娘の結婚に12,200ポンドを費やしたため、1605年に亡くなった時には彼の財産は11,500ポンドの負債を抱えていた。
古物収集家のアンソニー・ウッドによれば、フランシスはオックスフォードのセント・ジョンズ・カレッジかグロスター・ホール、あるいはその両方で教育を受けたと主張しているが、伝記作家のマーク・ニコルズは、この説を裏付ける証拠は他にはないと指摘している。
1593年にケントのホスフィールドのジョン・タフトン卿の娘アン・タフトンと結婚した。二人の間には、双子のルーシーとトマス（1598年生）、エリザベスの3人の子供に恵まれた。トマスは乳児期に亡くなり、ルーシーはブリュッセルで修道女となり、エリザベスはリンカンシャーのヘイトンのジョージ・ヘニッジ卿と結婚した。
作家のアントニア・フレイザーは、フランシスが若いころに「父親の権威に憤慨し、その資産を浪費するようになった」と示唆している。
作家のピーター・マーシャルとジェフリー・スコットは、彼が「やや熱狂的な性格」を持っていたと説明し、別の情報源では「野性的で根無し草な男」と呼ばれていた。
イエズス会のオズワルド・テシモンド神父は、彼のことを「健全な判断力のある人物。自分の身の回りのことは自分でできるが、あまり信頼はされていない」と記している。
まだ若いころには、ある男性とその妊娠中の娘を、父に借金があると主張して暴行し、監獄に入れられたことがあった。
スペイン艦隊が来襲した時期は、ケイツビーと共にウィズビーチ城に収監されていたといわれている。
1601年2月8日、第2代エセックス伯ロバート・デヴァルーが公然と政府に反乱を起こした際（エセックス伯の反乱）には、彼に同行した。
エセックス伯の目的は個人的な野心であったが、イエズス会のヘンリー・ガーネットが評したように、彼に賛同した若者たちは、主にカトリックの大義を推進することを期待していた。
反乱は鎮圧され、捕らえられて投獄されたトレシャムは、キャサリン・ハワード（初代サフォーク伯の後妻）に訴えたが、叱責された。妹のマウントイーグル夫人が従兄弟のジョン・スロックモートンに知らせ、スロックモートンは「3人の最も名誉ある人物と1つの特別な契約書（instrument）」に助けを求めた。これら人物たちの素性は不明であるが、父親がウィリアム・アイロフに「私権剥奪（attainder in bloode）」から救うため、2,100ポンドを支払うという条件で、3ヵ月後の6月21日にトレシャムは釈放された。
1602年と1603年には、トマス・ウィンター、アンソニー・ダットン（クリストファー・ライトの偽名と推測される）、ガイ・フォークスらが行ったイングランドへの侵攻を求めるスペインへの使節団に参加した（これは後にイングランド政府によって「スペイン反逆事件」と呼称される）。
しかし、ジェームズ1世が即位するとトマス・ウィンター（トレシャムの義兄・第4代モンティーグル男爵ウィリアム・パーカーの秘書を務めていた）に、「完全に王を支持する」「スペインのことを彼に話すことはない」と伝えている。
父トマスは、トレシャムをブリッグストックの鹿の園（the deer parks）の管理人に任命させようとした。これに対して1603年5月に、地元の村人たちが国教忌避者であるトレシャム家が管理者になることに異を唱え反発したという。トレシャムの使用人の一人であるトマス・ウォーカーがブリッグストックに設置したロッジには、夜な夜なカトリック教徒が集まった。

## 火薬陰謀事件
1603年にカトリックを弾圧したエリザベス女王が亡くなり、ジェームズ1世がイングランド国王に即位した。彼自身はプロテスタントであったものの、彼の母であるスコットランド女王メアリーはカトリックの殉教者と見なされていたため、イングランド国内のカトリック教徒の多くは彼がカトリックへの寛容政策をとるのではないかと期待していた。実際に即位直後は寛容的な態度を見せたものの、妻アンにローマ教皇から密かにロザリオが贈られたことなどが発覚し、1604年2月にはカトリック司祭の国外退去命令が出されたり、国教忌避者に対する罰金の徴収が再開された。これによりカトリック教徒たちは国王に大いに失望した。その中の一人である過激派のケイツビーは、議会開会式にて議場を大量の火薬で爆破してジェームズおよび政府要人をまとめて暗殺し、また同時にミッドランズ地方で反乱を起こしてカトリックの傀儡君主を立てることを計画した（火薬陰謀事件）。
ケイツビーとその仲間たち、計10名は着々と準備を進め、最終的には1605年11月5日の議会開会式を計画の実行日とした。ところが、9月ごろになると計画資金が枯渇し、新たに仲間を加えることになった。トレシャムは借金がありながらも3,000ポンドを超える年収があって、火薬陰謀事件の関係者の中でも最も裕福な一人であり、従兄弟かつ幼少期からの付き合いがあるケイツビーに声を掛けられることとなった。こうして、トレシャムは計画の最終盤にアンブローズ・ルックウッド、エバラード・ディグビーと共に新たな仲間として加わった。
当時も現代でもトレシャムは、火薬陰謀事件の主要メンバー13人に数えられるが、その扱いは他とメンバーと異なり、後に陰謀が発覚した後も、後述するようにトレシャム自身は限定的に関わっただけだと身の潔白を訴えている。
首謀者ケイツビーと共に育ち、スペイン反逆事件にも関与した人物であったにもかかわらず、仲間たちは、父トマスが亡くなった直後の1605年10月14日まで、トレシャムに計画を明かさないことにしていた。後のトレシャムの告白によれば、会合はクレアケンウェルにある彼の義弟ストートン卿の家で行われたという。計画を知らされたトレシャムはケイツビーに対し、その道徳性について問い、精神的に「忌まわしく（damnable）」ないかと尋ねたという。ケイツビーは「そんなことはない」と答えたが、トレシャムは計画が成功してもすべてのカトリック教徒が直面する危機を強調した。ケイツビーはイングランドのカトリック教徒の窮状を考えるとこれは必要なことだと答えた。
また、トレシャムは2,000ポンドとラシュトン・ホールの使用権の2つを要求されたが、どちらも断ったという。彼によれば父の借金により遺産が減っていたために資産に余裕が無かったと述べ、ただ、トマス・ウィンターには少額を提供し、彼が低地地方に向かうことを支援したという。
会合の後で、トレシャムは急いでラシュトン・ホールに帰り、注意して一族の書類を隠すと家を閉鎖した（この書類は1838年まで発見されなかった）。
その後、母と妹たちを連れてロンドンに戻り、11月2日に使用人と馬を連れて海外旅行をするための許可証を取得した。

### モンティーグルの手紙

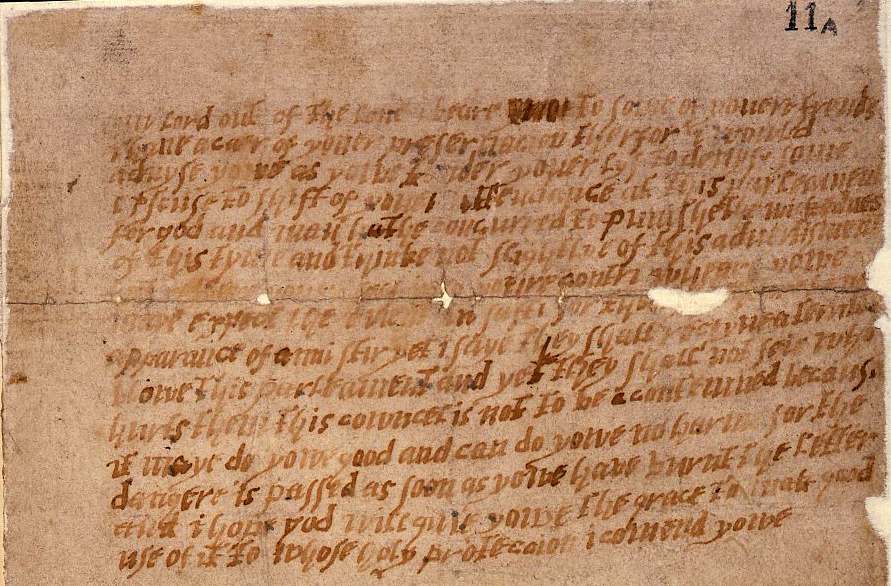
国立公文書館に現存するモンティーグル男爵が受け取ったという匿名の手紙。差出人は現代でも不明である。

10月後半、トレシャムが出席した打ち合わせでは著名なカトリック貴族の運命について話し合われた。トレシャムは、自身の義兄弟である第4代モンティーグル男爵ウィリアム・パーカーと第10代ストートン男爵エドワード・ストートンの安否を最優先に考えていたが、ケイツビーは「成功のチャンスを失うくらいなら、無実の者も罪人と一緒に滅びるべきだ」と主張した。
こうして計画は最後の詰めの準備が行われている最中の10月26日、ホクストンの自宅にいたモンティーグル男爵は以下の文面の匿名の手紙を受け取った。
手紙の意味が分からないまま、モンティーグルはすぐにホワイトホールに向かい、国王秘書長官ロバート・セシル（当時はソールズベリー伯）にこれを渡した。
この手紙の差出人については歴史的にトレシャムではないかと疑われてきた。マーク・ニコルズはトレシャムが差出人であることはほぼ間違いないとし、実際にケイツビーがこの手紙の存在を知ってすぐにトレシャムを疑い、トマス・ウィンターと共に詰問に向かったというエピソードを挙げている。ケイツビーは「吊るしてやる」とトレシャムを脅したが、彼は無実を訴えて説得し、翌日には手紙で計画を諦めるように促した。
一方でアントニア・フレイザーは、ケイツビーとウィンターがトレシャムを信じたことを軽視すべきではないと指摘している。また、トレシャムはロンドン塔での臨終の告白においても手紙については言及していない。フレイザーは、もしトレシャムが差出人であるのだとすれば、受取人が救国者とまで評されていた手紙について語らなかったことに意味がないとしている。
著述家のアラン・ヘインズは、トレシャム説を有力視しているが、一方でセシルが情報源を守るために自分で手紙を書いた可能性もあるとしている。

### 計画の露見と逮捕
セシルは手紙を受け取る前から策謀の臭いを嗅ぎ取っていたが、計画の全貌や誰が関与しているかは不明であった。このため、陰謀がどう展開していくか見定めるために、様子を見ることにしていた。11月1日金曜日、ロンドンに帰ってきたジェームズにモンティーグルの手紙が渡された。読んだジェームズは「blow」という言葉に着目し、父ダーンリー卿が1567年に爆殺されたのと同じ規模の「火や火薬を使った何らかの策謀」を暗示しているのではないかと察した。
翌日、枢密院のメンバーがホワイトホールで国王に謁見し、1週間前にセシルが伝えた情報に基づいて、月曜日に宮内長官サフォーク伯トマス・ハワードが議会の「天井も床下も」捜索を行うことを伝えた。
一方、トレシャムは再びケイツビーとウィンターに計画を断念するように促したが無駄に終わった。11月3日、パーシー、ケイツビー、ウィンターの3人は最後の打ち合わせを行い、パーシーは仲間たちに「極限の試練に耐えろ」と述べ、翌4日にはケイツビーと何名かの仲間たちは、5日の議会爆破と同時に蜂起を起こす予定であるミッドランズ地方へ向かった。
11月4日の深夜、モンティーグルの手紙に基づいた貴族院周辺の探索において、その地下室にて大量の火薬と共にガイ・フォークスが発見・逮捕された。
「ジョン・ジョンソン」と名乗っていたフォークスは、当初は枢密院のメンバーから尋問を受けていたが仲間や計画の全貌は明かそうとせず、11月6日になってジェームズは拷問の使用を許可した。
ようやく諦めたフォークスは、11月7日に自分の正体を明かし、翌8日には仲間の名前も挙げ始めた。トレシャムの加担が判明したのは更にその翌日のことであったが、彼の計画における役割は限定的であったという。
フォークス逮捕のニュースが流れた4日深夜（5日未明）の内に、仲間たちがロンドンを脱出したのに対し、トレシャムだけはロンドンに留まっており、12日に逮捕され、3日後にはロンドン塔に移送された。
一方、ケイツビーら他の仲間たちは、11月8日に潜伏していたスタフォードシャーのホルベッチ・ハウスを当局に襲撃され、死亡するか逮捕されていた。前夜にアジトから逃亡していた何名かも、間もなくほぼ全員が逮捕された。

## ロンドン塔での獄死

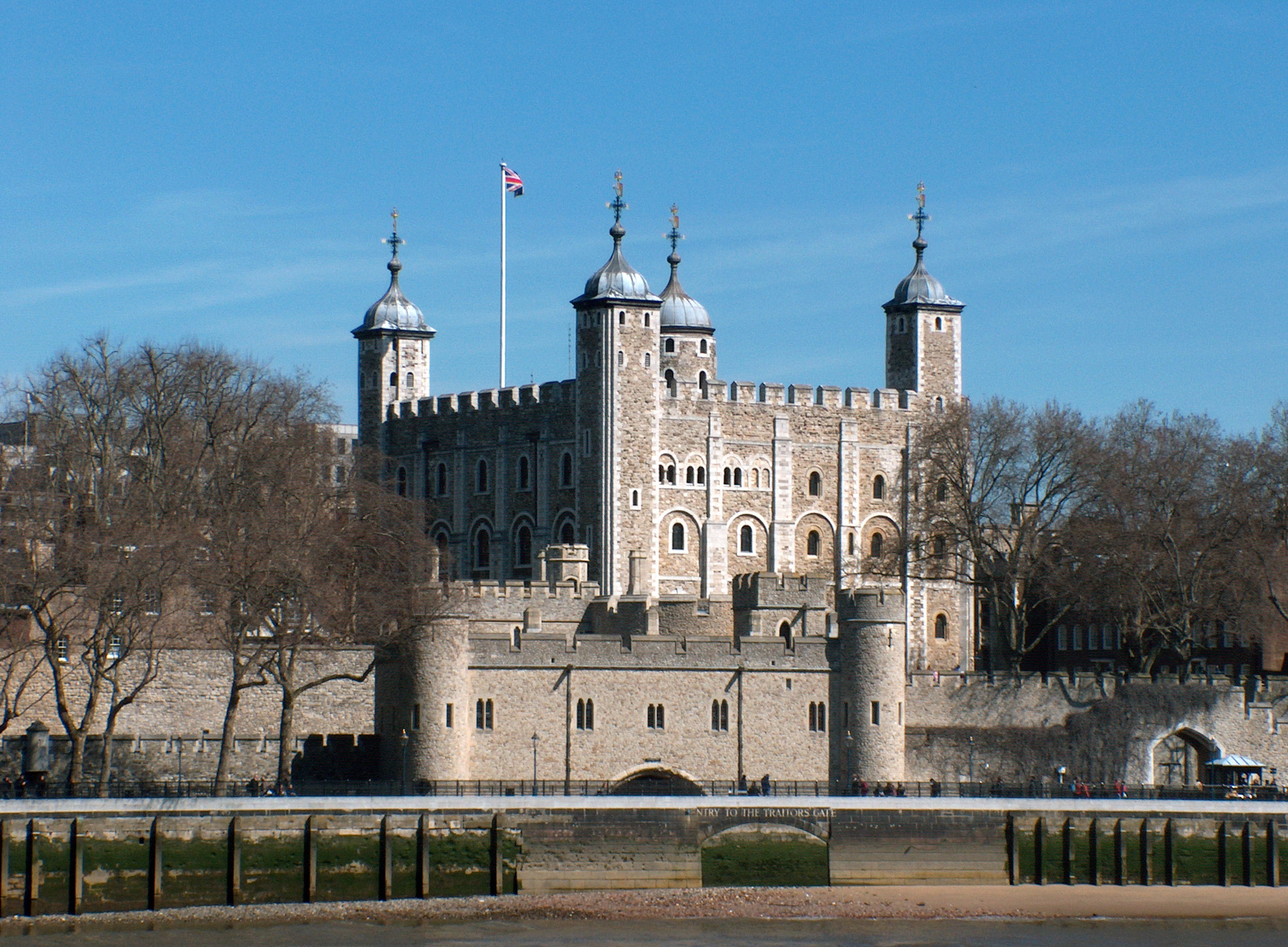
トレシャムが獄死したロンドン塔の遠景写真。

当初は非協力的であったが、11月13日にトレシャムは尋問官に彼目線での事件の概要を説明し、計画に関与していたことを認めた。ただ、家族を安全なラシュトンから計画の渦中へと移動させたことは、計画を信じていた男の行動ではないと指摘した。
彼は陰謀を当局に通報しようとしなかった罪だけは認め、計画に積極的に関わったメンバーであることは否定した。ただ、月末には1602年から1603年にかけてのスペイン反逆事件には関与していたことを認めた。
また彼はトマス・ウィンターとトマス・パーシーを説得して爆破を延期させようとしていたと主張し、また、国王秘書のトマス・レイクに「ピューリタンの陰謀」を知らせるつもりであったと述べている。
フレイザーは彼の告白の多くを「非常に偏っている（partial）（中略）自分のためだけではなく、妻や子供のためでもある」と評しており、彼の信頼性の低さを強調する役割も果たしている。
トレシャムは尿路炎症によって有痛性排尿困難に苦しみ、1605年12月には健康状態が悪化し始めていた。ロンドン塔の補佐官であるウィリアム・ワッドはトレシャムが裁判を受けられるまで生きていられるか心配し、彼の状態を「どんどんと悪化している」と表現した。
トレシャムは塔の専属医師であるマシュー・グインよりも、リチャード・フォスターの治療を好んだ。フォスターは症状を理解していたため、彼の治療を受けたのは初めてではなかったことを示している。臨終の日にはさらに3人の医師と看護師が付き添い、トマス・トレシャムの非嫡出子で、トレシャムの異母兄弟ではないかと噂されているウィリアム・ヴァヴァスールも同席していた。トレシャムの妻アンは動揺していたと思われ、ヴァヴァソールが死に際の告白と、死までの数時間の記録を残した。
トレシャムはスペイン反逆事件にイエズス会の神父ヘンリー・ガーネットを巻き込んでしまったことを謝罪し、そして残りはあくまで自分が無実であることを訴えた。アンとヴァヴァソールは彼の枕元で祈りを読み上げ、12月23日の午前2時に息を引き取った。
結果として裁判にかけられなかったにもかかわらず、斬首されて、その頭部はケイツビーやパーシーのものと一緒にノーサンプトンに晒し首にされ、身体はタワー・ヒルの穴に投げ込まれた。彼の財産は弟ルイスに相続された。
トレシャムの謝罪はガーネットには届けられず、その手紙はインナー・テンプルのトレシャムの部屋にあった「異端かつ反逆的で、忌まわしい本」に書かれていたガーネットの主張「曖昧性の教義（the doctrine of equivocation、二枚舌の教義）」と共に、ガーネットの裁判において、司法長官エドワード・コークに効果的に利用された。
結果としてガーネットは、1606年5月に処刑された。